# Glanów
Glanów is een plaats in het Poolse district Olkuski, woiwodschap Klein-Polen. De plaats maakt deel uit van de gemeente Trzyciąż en telt 440 inwoners.